# سير (الضنية)
بلدة سير تتوسط هذه البلدة القرى الجبلية التابعة لقضاء الضنية المنية في شمال لبنان وهي مركز القضاءوتقع على ارتقاع 900 إلى 1150 متر.
أكثر ما يميز هذه البلدة الوديعة صيفاً مناخها المنعش والصحي أضف إلى ذلك طبعاً اشجارها المثمرة بالفواكه والخضار ذو الشهرة ليس فقط لبنانياً انما أيضاً عربياً .
شتاءً طقسها بارد نسبياً وفي بعض أيام ألسنة تتساقط الثلوج .
سير من المواقع السياحية في لبنان حيث يزورها العديد من السياح خصوصا العرب منهم.